# Chloroclystis cryptoxantha
Chloroclystis cryptoxantha är en fjärilsart som beskrevs av Joannis 1932. Chloroclystis cryptoxantha ingår i släktet Chloroclystis och familjen mätare. Inga underarter finns listade i Catalogue of Life.